# Fascia pelvien
 (octobre 2024).
Le fascia pelvien est l'ensemble des fascias de la cavité pelvienne.

## Structure
Le fascia s'organise en :
- fascia pelvien viscéral,
- fascia extrapéritonéal du pelvis,
- fascia endopelvien.

### Remarque
Dans la littérature, il existe d'autres structurations descriptives. Celle présentée ici correspond à la nomenclature anatomique TA2.

## Fascia pelvien viscéral
Le fascia pelvien viscéral est la partie du fascia pelvien qui recouvre les organes de la cavité pelvienne.
Il est attaché le long de l'arcade tendineuse du fascia pelvien. Il se divise pour recouvrir les organes individuellement.
Des épaississements forment des fascias de séparation
- entre la prostate et le rectum chez l'homme : le fascia rétro-prostatique (ou aponévrose de Denonvilliers ou fascia de Tyrrell ou membrane prostato-péritonéale ou septum rectovésical),
- entre le vagin et le rectum chez la femme : le fascia recto-vaginal (ou septum recto-vaginal ou cloison recto-vaginale),
- entre le vagin et la vessie chez la femme : le fascia vésicovaginal.

## Fascia extra péritonéal du pelvis
Le fascia extrapérinonéal est la partie du fascia pelvien qui s'interpose entre le péritoine et les éléments de la cavité pelvienne.

## Fascia endopelvien
Le fascia endopelvien (ou aponévrose pelvienne ou aponévrose périnéale ou aponévrose du périnée) est l'ensemble du fascia qui ferme en bas la cavité pelvienne et qui la sépare du périnée.
Il englobe les gaines musculaires : le fascia obturateur et le fascia du muscle piriforme.
Entre le sacrum et le rectum il s'étend vers le haut par le fascia présacré et le fascia recto-sacré.
Dans sa partie inférieure il forme les fascias supérieur et inférieur du diaphragme pelvien.

### Fascia supérieur du diaphragme pelvien
Le fascia supérieur du diaphragme pelvien recouvre en profondeur, leur face supérieure les muscles du diaphragme pelvien : le muscle élévateur de l'anus et le muscle coccygien.
Il est quelquefois nommé aponévrose pelvienne supérieure ou aponévrose périnéale profonde ou aponévrose périnéale supérieure ou aponévrose profonde du périnée.
A l'avant, il est attaché sur la face postérieure de la symphyse pubienne à environ 2 cm au-dessus de sa bordure inférieure.
Il se connecte avec le fascia obturateur au niveau de l'arcade tendineuse du muscle élévateur de l'anus jusqu'à l'épine ischiatique.

### Fascia inférieur du diaphragme pelvien
Le fascia inférieur du diaphragme pelvien est le fascia sous-cutané qui recouvre les muscles du triangle uro-génital : le muscle transverse superficiel du périnée, le muscle ischio-caverneux et le muscle bulbo-spongieux.
Il est quelquefois nommé aponévrose périnéale inférieure de Richet ou aponévrose périnéale superficielle ou aponévrose superficielle du périnée.
Il se fixe latéralement sur le bord inférieur des branches ischio-pubiennes.
Chez la femme il se poursuit en avant avec l'enveloppe du clitoris. En arrière il se fixe sur le corps du périnée et se poursuit avec les autres fascias.
Au niveau de l'espace superficiel du périnée, il forme sa limite supérieure et il est nommé membrane du périnée et sa limite inférieure est formée par le fascia périnéal.